# God is a DJ (canción de Faithless)
God is a DJ (en español: Dios es un discjockey) canción del álbum Sunday 8PM de la banda Faithless. Lanzada el 24 de agosto de 1998.
La letra fue compuesta por:  Rollo Armstrong, Maxwell Fraser, Ayalah Deborah Bentovim y Jamie Catto.
Uno de los grandes clásicos de esta banda, está en los álbumees Sunday 8PM, y en The Grnades Hits.